# Gyarancita rondoni
Gyarancita rondoni là một loài bọ cánh cứng trong họ Cerambycidae.